# Хемпстед (Техас)
Хемпстед (англ. Hempstead) — город в США, расположенный в восточной части штата Техас, административный центр округа Уоллер. По данным переписи за 2010 год число жителей составляло 5770 человек, по оценке Бюро переписи США в 2018 году в городе проживало 7397 человек.

## История
В конце 1856 года была создана компания по продаже земли в районе предполагаемого окончания железной дороги Houston and Texas Central Railway. Город был назван в честь родственника одного из основателей города, доктора Хемпстеда из города Портсмут, штат Огайо. В 1857 году было открыто почтовое отделение. Железная дорога дошла до города в 1858 году, город стал связующим звеном между побережьем Мексиканского залива и внутренней территорией Техаса. В ноябре 1858 года город получил устав, началось формирование органов местной власти, была построена железная дорога Washington County Railroad из Бренема. В 1859 году была основана первая газета, Hempstead Courier. Открытая в 1850-х годах частная школа на протяжении долгого времени не имела собственного здания и располагалась в различных помещениях, включая старое здание тюрьмы. Первая общественная школа была открыта в 1881 году.
Во время гражданской войны Хемпстед служил центром провизии и производства КША, в городе располагался военный госпиталь, поблизости располагалось три военных лагеря. Во время гражданской войны были основаны пресвитерианская, католическая, методистская, баптистская и епископальная церкви. В мае 1873 Хемпстед стал административным центром округа Уоллер. В 1870-х годах была открыта синагога. В 1890-х годах экономика города страдала от отсутствия местных банков, в 1906 году такой банк был наконец создан. К 1891 году чёрным населением города были основаны методистская и баптистская церкви, в 1893 года была создана масонская ложа. В 1899 году Хемпстед отказался от местного управления. Повторный устав был принят только в 1935 году. В начале XX века основные доходы региона стали приходить от транспортировки продукции, до этого основным источником прибыли было выращивание хлопка. Неподалёку от города было обнаружено нефтяное месторождение Raccoon Bend. До 1940-х годов Хемпстед был крупнейшим поставщиком дынь в США.
В городе было распространено насильственное решение конфликтов, в которых участвовали Ку-клукс-клан, радикальные республиканцы, гринбекеры, популисты и сторонники сухого закона. Из-за постоянных конфликтов город получил прозвище «перекрёсток шести стрелков».

## География
Хемпстед находится в северо-западной части округа, его координаты: 30°06′02″ с. ш. 96°04′40″ з. д..
Согласно данным бюро переписи США, площадь города составляет около 16,8 км2, практически полностью занятых сушей.

### Климат
Согласно классификации климатов Кёппена, в Хемпстеде преобладает влажный субтропический климат (Cfa).
| Показатель                | Янв. | Фев. | Март | Апр. | Май  | Июнь | Июль | Авг. | Сен. | Окт. | Нояб. | Дек. | Год  |
| ------------------------- | ---- | ---- | ---- | ---- | ---- | ---- | ---- | ---- | ---- | ---- | ----- | ---- | ---- |
| Абсолютный максимум, °C   | 24,4 | 27,1 | 29,9 | 33,9 | 36,4 | 38,6 | 39,9 | 38,6 | 36,5 | 32,2 | 28,7  | 25,3 | 39,9 |
| Средний максимум, °C      | 20   | 22,5 | 26,7 | 29,8 | 32,8 | 35,2 | 36,4 | 36,5 | 33,8 | 29,9 | 24,9  | 20,7 | 29,1 |
| Средняя температура, °C   | 13,3 | 15,6 | 19,8 | 23,1 | 26,5 | 28,8 | 29,7 | 29,6 | 27,4 | 23,1 | 18,2  | 14,1 | 22,4 |
| Средний минимум, °C       | 6,6  | 8,6  | 12,8 | 16,3 | 20,2 | 22,4 | 22,9 | 22,7 | 20,9 | 16,3 | 11,5  | 7,4  | 15,7 |
| Абсолютный минимум, °C    | 2,8  | 4,4  | 8,7  | 12,3 | 17,7 | 20,4 | 21,4 | 20,4 | 18,2 | 11,8 | 7,7   | 1,7  | 1,7  |
| Норма осадков, мм         | 28   | 36   | 29   | 43   | 85   | 80   | 37   | 58   | 93   | 56   | 31    | 28   | 603  |
| Источник: weatherbase.com |      |      |      |      |      |      |      |      |      |      |       |      |      |

## Население
Согласно переписи населения 2010 года в городе проживало 5770 человек, было 2010 домохозяйств и 1360 семей. Расовый состав города: 36,8 % — белые, 38,9 % — афроамериканцы, 1,4 % — коренные жители США, 0,6 % — азиаты, 0,1 % (3 человека) — жители Гавайев или Океании, 20,2 % — другие расы, 2,2 % — две и более расы. Число испаноязычных жителей любых рас составило 37,4 %.
Из 2010 домохозяйств, в 43,6 % живут дети младше 18 лет. 37,7 % домохозяйств представляли собой совместно проживающие супружеские пары (19,2 % с детьми младше 18 лет), в 22,8 % домохозяйств женщины проживали без мужей, в 7,2 % домохозяйств мужчины проживали без жён, 32,3 % домохозяйств не являлись семьями. В 25,5 % домохозяйств проживал только один человек, 9,2 % составляли одинокие пожилые люди (старше 65 лет). Средний размер домохозяйства составлял 2,81 человека. Средний размер семьи — 3,42 человека.
Население города по возрастному диапазону распределилось следующим образом: 34,1 % — жители младше 20 лет, 31 % находятся в возрасте от 20 до 39, 25,7 % — от 40 до 64, 9,3 % — 65 лет и старше. Средний возраст составляет 27,9 года.
Согласно данным пятилетнего опроса 2018 года, медианный доход домохозяйства в Хемпстеде составляет 34 036 долларов США в год, медианный доход семьи — 46 000 долларов. Доход на душу населения в городе составляет 16 381 доллар. Около 18,8 % семей и 23,7 % населения находятся за чертой бедности. В том числе 33,2 % в возрасте до 18 лет и 16,3 % старше 65 лет.

## Местное управление
Управление городом осуществляется мэром и городским советом, состоящим из 5 человек. Совет выбирает из своего состава заместителя мэра.
Другими важными должностями, на которые происходит наём сотрудников, являются:
- Городской секретарь

## Инфраструктура и транспорт
Основными автомагистралями, проходящими через Хемпстед, являются:
- автомагистраль 290 США идёт с северо-запада от Бренема на юго-восток к Хьюстону.
- автомагистраль 6 штата Техас идёт с севера от Брайана на юго-восток к Хьюстону.
- автомагистраль 159 штата Техас начинается в Хемпстеде и идёт на юго-запад к Белвилл.

Ближайшим аэропортом, выполняющим коммерческие рейсы, является аэропорт Истервуд в Колледж-Стейшене. Аэропорт находится примерно в 75 километрах к северу от Хемпстеда.

## Образование
Город обслуживается независимым школьным округом Хемпстед.

## Экономика
Согласно аудиту города на 2015-2016 финансовый год, Хемпстед владел активами на $33,4 млн, долговые обязательства города составляли $18,49 млн. Доходы города составили $12,28 млн, расходы города — $13,26 млн.